# The Wallflowers
The Wallflowers — рок-группа из Лос-Анджелеса, образованная в 1989 году Джейкобом Диланом, сыном Боба Дилана.

## История
История группы началась с выпуска одноимённого дебютного альбома в 1992 году. Однако успех к коллективу пришёл в полной мере четырьмя годами позже — с выпуском в 1996 году альбома Bringing Down the Horse. Синглы «One Headlight» и «6th Avenue Heartache» стали хитами. Позднее группа записала кавер-версию хита Дэвида Боуи «Heroes», ставшую саундтреком к кинофильму Годзилла.
Третий по счёту студийный альбом группы (Breach) вышел в свет в 2000 году, пополнив список синглов группы хитами «Sleepwalker» и «Letters from the Wasteland».
В ноябре 2002 года группа выпустила свой четвёртый альбом Red Letter Days, получившийся по своему содержанию немного жёстче, чем прежние альбомы Wallflowers. Отличительной характеристикой альбома является тот факт, что бо́льшую часть гитарных партий сыграл Джейкоб Дилан. В мае 2005 года группа представила альбом Rebel, Sweetheart.
И после долгого затишья, 9 октября 2012 года, у коллектива Джейкоба Дилана вышел 6-й студийный альбом Glad All Over.

## Студийные альбомы
- The Wallflowers (1992)
- Bringing Down the Horse (1996)
- (Breach) (2000)
- Red Letter Days (2002)
- Rebel, Sweetheart (2005)
- Glad All Over  (2012)
- Exit Wounds (2021)

## Синглы
| Год  | Сингл                             | U.S. Hot 100 | U.S. Mainstream Rock | U.S. Modern Rock | UK Singles Chart | Альбом                  |
| ---- | --------------------------------- | ------------ | -------------------- | ---------------- | ---------------- | ----------------------- |
| 1996 | «6th Avenue Heartache»            | -            | 10                   | 8                | -                | Bringing Down the Horse |
| 1996 | «One Headlight»                   | -            | 1                    | 1                | -                | Bringing Down the Horse |
| 1997 | «The Difference»                  | -            | 3                    | 5                | -                | Bringing Down the Horse |
| 1997 | «Three Marlenas»                  | -            | 21                   | 17               | -                | Bringing Down the Horse |
| 1998 | «Heroes»                          | -            | 4                    | 9                | -                | Godzilla Soundtrack     |
| 2000 | «Sleepwalker»                     | 73           | -                    | 31               | -                | Breach                  |
| 2002 | «When You’re on Top»              | -            | -                    | -                | -                | Red Letter Days         |
| 2002 | «Closer to You»                   | -            | -                    | -                | -                | Red Letter Days         |
| 2002 | «How Good Can It Get»             | -            | -                    | -                | -                | Red Letter Days         |
| 2005 | «The Beautiful Side of Somewhere» | -            | -                    | -                | -                | Rebel, Sweetheart       |
| 2005 | «God Says Nothing Back»           | -            | -                    | -                | -                | Rebel, Sweetheart       |
| 2012 | «Reboot the Mission»              | -            | -                    | -                | -                | Glad All Over           |